# اچ‌ام‌اس روباست
اچ‌ام‌اس روباست (به انگلیسی: HMS Robust) یک کشتی بود که طول آن ۱۶۸ فوت ۶ اینچ (۵۱٫۳۶ متر) بود. این کشتی در سال ۱۷۶۴ ساخته شد.